# ANY Biztonsági Nyomda
Az ANY Biztonsági Nyomda Nyrt. (korábbi nevén Állami Nyomda) Magyarország és a közép-kelet európai régió egyik legnagyobb árbevételű biztonsági nyomdája. A Társaság korábban klasszikus nyomdaipari termékeket gyártott. Ma már tevékenységének fókuszában okmánybiztonsági termékek és megoldások, műanyagkártyagyártás és megszemélyesítés, elektronikus dokumentumkezelés és nagy tömegű üzleti levelezés lebonyolítása áll. Az okmánybiztonságra és mobiltechnológiára fókuszáló fejlesztései révén olyan termékeket és szolgáltatásokat nyújt, mint az e-ID vagy a  legkorszerűbb mobilpénztárca megoldások. Nemzetközi minősítései és bizonyítványai a legmagasabb szintű biztonságot garantálják. A Társaság törzsrészvényeit 2005 decembere óta a Budapesti Értéktőzsdén jegyzik.

## A Nyomda története

### A kezdetek
Magyarország és a Habsburg-ház 1867-es kiegyezése után megalakult önálló magyar kormány állami nyomdája elődjének a bécsi Staatsdruckerei leányvállalata tekinthető, amelyet az osztrák kormány az 1848–49-es forradalom és szabadságharc leverése után alapított Temesváron.

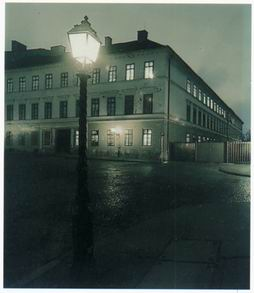
A nyomda egyik korai épülete

Ez a nyomda 1851 elején kezdte meg működését, és a már addig is fejlett nyomdaélettel rendelkező városban az egyik legnagyobb intézménnyé vált. A nyomda teljes felszerelésével és szakemberei jelentős részével 1868-ban települt át a Budai várnegyed kormányzati negyedébe, a minisztériumok közelébe a magyar kormány államigazgatási nyomtatvány-szükségletének ellátására.  Abban az időben a Pénzügyminisztérium igazgatása alá tartozott még a Magyar Királyi Kataszteri Kőnyomda Intézet és Térképtár is, amely 1868-tól készítette és sokszorosította a földadózás egyik alapját képező kataszteri felméréseket és térképeket.
A kormány 1869-ben döntött a két nyomda összevonásáról, mivel a Pénzügyminisztérium számára igen fontos illetékbélyegek hazai gyártásának megoldása is szükségessé vált. Az összevonással és fejlesztéssel biztosítottnak látták mind az illetékbélyegek, mind más – az államigazgatáshoz, az államkincstár működéséhez szükséges – nyomtatványok gyors, megbízható, a közzétételig titkos előállításához megkívánt feltételek teljesülését. Az új intézmény hivatalos neve Magyar Királyi Államnyomda lett.

### 1901-től Állami Nyomda néven
Az 1901-ben történt átszervezést követően Állami Nyomda névre változtatták a társaságot. Az Állami Nyomdában nyomtatták ki az állami költségvetést és indoklását, a zárszámadásokat, a fontosabb törvényjavaslatokat, a Pénzügyi Közlönyt, továbbá a Magyar Államvasutak menetrendi könyveit is. Itt készültek a Magyar Királyi Pénztárjegyek, a különböző kincstárjegyek, állami kötelezvények, járadékkölcsön-jegyek, osztálysorsjegyek, váltóűrlapok, a hazai és külföldi szállítások fuvarlevelei, valamint szivar- és dohánycsomagoló anyagok, adójegyek is.
A magyar kormány 1922-ben megalapította a Magyar Pénzjegynyomdát, amely 1923 augusztusától az Állami Nyomda épületeiben kezdte meg a hazai pénzjegynyomtatást.
A második világháborúban a nyomda hadiüzemként tevékenykedett, itt készültek az élelmiszer- és üzemanyag jegyek. A háború végeztével újra nyomtatásba kerültek a posta és a vasút dokumentumai, és folytatódott az állami nyomtatványok, kötvények és sorsjegyek gyártása is. Az 1945-ös választásra az Állami Nyomda készítette el a szavazólapokat, majd az 1946-os hiperinfláció alatt a kibocsátott adópengőket.
1947 óta gyártja a Társaság a totó-, később a lottószelvényeket. A szerencsejáték nyomtatványok gyártása mellett, a gyártási profil állandó részévé vált a négyévenkénti választási anyagok előállítása is. Az 1957-ben végrehajtott beruházásnak köszönhetően bővült a kapacitás és javult a minőség, megkezdődött a többszínnyomású bélyegek előállítása. A hatvanas években megindult az exportbélyegek nyomtatása is.

### Az első magyar bélyeg

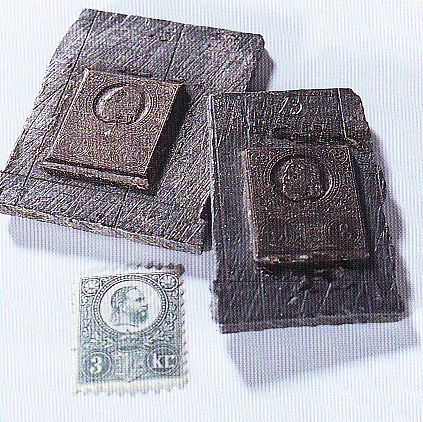
Az első magyar bélyeg (1871)

A nagyközönség számára az évtizedek során a bélyeggyártás vált az Állami Nyomda legismertebb tevékenységévé. A kiegyezés után a nemzeti szuverenitás kihangsúlyozása érdekében, de pénzügyi és igazgatási okokból is a magyar kormány szükségét látta annak, hogy saját bélyeggel lehessen leróni a hivatali illetéket és a postai szolgáltatás árát. Korábban csak párhuzamos – osztrák és magyar – kiadású bélyeggel lehetett ezt megtenni, ezeket a bélyegeket pedig természetesen Bécsben nyomtatták.
Az illetékbélyegeket 1869-től gyártották Magyarországon az önálló Pénzügyminisztérium által irányított Államnyomdában. Az 1867-es kiegyezés postát érintő rendelkezése május 1-jén lépett hatályba. A Magyarország területén lévő összes postahivatal a magyar postaigazgatóság hatáskörébe került, így természetes igényként vetődött fel, hogy a Magyar Posta küldeményeire önálló kiadású magyar bélyeg kerüljön. Mivel ezt az igényt a császári kormány is elismerte, 1868. június 20-án kiadták az első magyar hírlapbélyeget. Igaz, ezt még a bécsi nyomdában nyomták, és a papír vízjelén is német felirat volt olvasható, de magán a bélyegen a felirat már magyarul jelent meg, a bélyegrajzot a magyar címer és a korona díszítette.
Az első hazai előállítású postabélyeg az Államnyomda bélyeggyártó technológiai sorának fejlesztése után 1871-ben került postai forgalomba.

### Az Állami Nyomda mint magáncég
A rendszerváltást követően megszűnt az állami monopóliumok többsége, a korábban kizárólagos illetékességgel gyártott termékek előállításáért megindult a verseny.  Mindezek figyelembevételével 1993-ban került sor az Állami Nyomda privatizációjára. Ettől fogva az "Állami" jelző a jogelődre utal, mivel állami részesedés a társaságban nincs. A nyomda fejlődéséhez nagyobb munkaterületre, korszerűbb, kulturáltabb munkakörülményekre volt szükség, a társaság Kőbányára költözött a Várban lévő épületéből. A Halom utcai új nyomdát 1994. október 4-én ünnepélyesen adták át rendeltetésének. Időközben az Állami Nyomda átvette a SZÜV Leporelló Nyomdájának gépparkját és alkalmazottainak jelentős részét is.
1997 végén egy teljesen új üzletág, a műanyagkártya-gyártás és -megszemélyesítés is bekerült az Állami Nyomda portfoliójába. A fejlesztés 1998 elején indult be, megvalósítva a Fátyolka utcai területen egy olyan új korszerű üzemet, amely 2000-ben továbbfejlődött, és alkalmassá vált chipkártyák gyártására is.

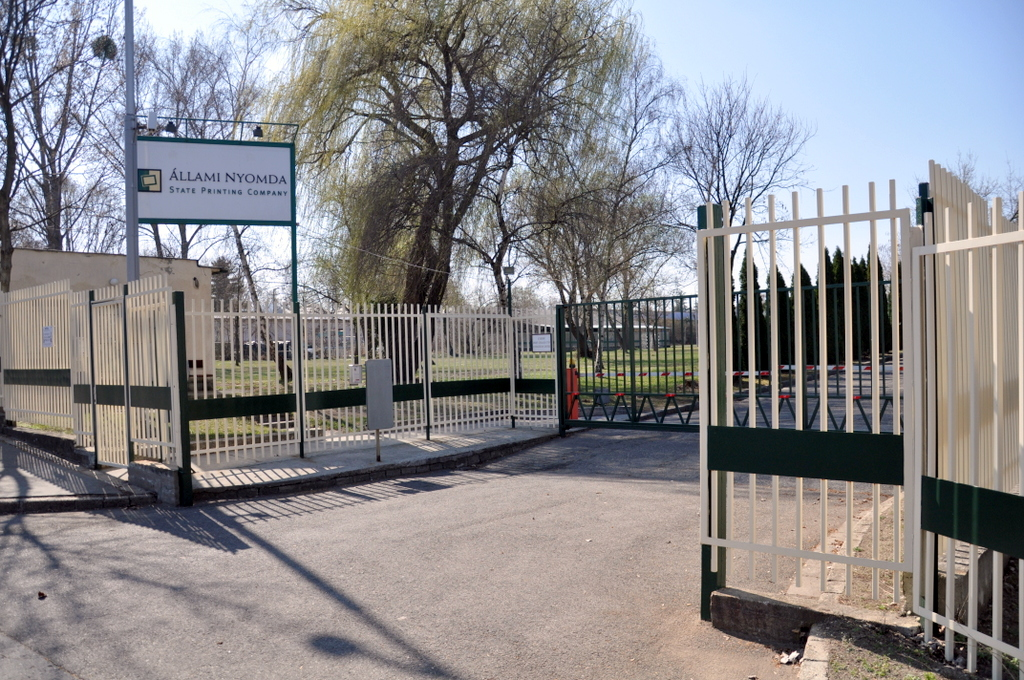
A cég Fátyolka utcai bejárata

Az Állami Nyomda 1999-ben hozta létre Okmánybiztonsági Laboratóriumát, a kutatás-fejlesztési tevékenységének központját. 2004-ben az Állami Nyomda megkezdte a nemzetközi terjeszkedést. Helyi partnereivel együttműködésben közös vállalatot alapított Romániában és Bulgáriában, míg Szlovákiában és Oroszországban leányvállatokat hozott létre.
Az Állami Nyomda Igazgatóságának döntése alapján a Cégbíróság 2013. február 1-jei hatállyal az Állami Nyomda Nyrt. nevét ANY Biztonsági Nyomda Nyrt-re változtatta.
A Társaság 20 évvel ezelőtti privatizációját követően dinamikus fejlődésnek indult és mára nem csak Magyarország, hanem a régió meghatározó biztonsági nyomdája is lett. A Társaság tulajdonosai között kisebb-nagyobb mértékben mindig is volt állami tulajdon, azonban ez az elmúlt 20 évben tartósan 5% alatt maradt. A vonatkozó törvényi rendelkezések szerint, az Igazgatóság úgy döntött, hogy a Társaság nevét megváltoztatja. A 162 éves cég - eddigi tevékenységét megtartva - 2013. február 1-jétől ANY Biztonsági Nyomda Nyrt. néven folytatja tevékenységét. A Társaság rövidített neve ANY Nyrt., amely alapján nem változik tőzsdei azonosítója.

### Termékei
A Nyomda fő tevékenysége biztonsági termékek előállítása, amelyek közé zárjegyek, értékpapírok, étkezési jegyek, bélyegek, papír alapú okmányok gyártása és az Okmánybiztonsági Laboratóriuma által kifejlesztett biztonsági festékek és megoldások tartoznak. A Társaság konzorciumban állítja elő a magyarországi kártya alakú azonosító okmányokat: a személyi igazolványt, a vezetői engedélyt és a gépjármű-törzskönyvet.
A társaság a kártyaokmányokon kívül VISA és MASTERCARD chipes bankkártyákat, digitális aláíráshoz használható intelligens kártyákat állít elő. Kontaktusos és kontaktus nélküli e-okmányok és bankkártyák gyártása mellett, beléptető és városkártya megoldásokat is kínál. A Csoport nyomtatványokat személyesít meg és borítékol bankok, biztosítók számára, valamint számlákat, szállítóleveleket, nyomtatott és nyomatlan leporellókat is készít. Az elmúlt időszakban az ANY Biztonsági Nyomda nemzetközileg is minősített okmány- és bankkártyagyártási technológiájára és tapasztalatára támaszkodva, független TSM (Trusted Service Manager)szolgáltatóként jelent meg a piacon. Mivel a mobiltelefonokban megjelenő NFC technológia alkalmassá teszi a telefonokat arra, hogy azokat bankkártyaként, lojalitás kártyaként vagy akár közlekedési kártyaként használjuk, így a Nyomda TSM szolgáltatása révén biztonságosan juttathatók el a kártyaalkalmazások az NFC képes mobiltelefonokba.
A Csoporthoz tartozó Gyomai Kner Nyomda könyveket, folyóiratokat és különféle nyomtatványokat állít elő.